# بیمه حافظ
شرکت بیمه حافظ یک شرکت سهامی عام و خصوصی بیمه ثبت شده و فعال در مناطق آزاد تجاری ایران است که دفتر مرکزی آن در جزیره کیش واقع است. بیمه حافظ درقالب شرکت سهامی عام در تاریخ ۱۷ اردیبهشت ۱۳۸۱ به‌عنوان نخستین شرکت بیمه خصوصی با تمرکز فعالیت در مناطق آزاد و ویژه اقتصادی در منطقه آزاد کیش فعالیت خود را آغاز کرده‌است.